# DeMarcus Cousins
DeMarcus Amir Cousins (Mobile, Alabama, 1990. augusztus 13. –) amerikai válogatott kosárlabdázó, legutóbb a mongóliai Selenge Bodons csapatában játszott. A „Boogie” becenevet viselő játékos a Kentucky Wildcats színeiben játszott egyetemen. Egy szezon után elhagyta Kentuckyt, miután a Sacramento Kings az ötödik helyen választotta ki a 2010-es NBA-drafton. Első szezonjában Cousins bekerült az NBA első újonc csapatába, 2015 és 2018 között pedig négyszer választották NBA All Starnak. Emellett kétszeres aranyérmes az Egyesült Államok válogatottjának tagjaként, először 2014-ben a FIBA kosárlabda-világbajnokságon, másodszor pedig 2016-ban a riói olimpián.

## Statisztika

### NBA

#### Alapszakasz
| Év        | Csapat                | JM  | KM  | JP/M | MG%  | 3P%  | BD%  | LP/M | GP/M | L/M | B/M | P/M  |
| --------- | --------------------- | --- | --- | ---- | ---- | ---- | ---- | ---- | ---- | --- | --- | ---- |
| 2010–2011 | Sacramento Kings      | 81  | 62  | 28,5 | .430 | .167 | .687 | 8,6  | 2,5  | 1,0 | 0,8 | 14,1 |
| 2011–2012 | Sacramento Kings      | 64  | 62  | 30,5 | .448 | .143 | .702 | 11,0 | 1,6  | 1,5 | 1,2 | 18,1 |
| 2012–2013 | Sacramento Kings      | 75  | 74  | 30,5 | .465 | .182 | .738 | 9,9  | 2,7  | 0,4 | 0,7 | 17,1 |
| 2013–2014 | Sacramento Kings      | 71  | 71  | 32,4 | .496 | .000 | .726 | 11,7 | 2,9  | 1,5 | 1,3 | 22,7 |
| 2014–2015 | Sacramento Kings      | 59  | 59  | 34,1 | .467 | .250 | .782 | 12,7 | 3,6  | 1,5 | 1,8 | 24,1 |
| 2015–2016 | Sacramento Kings      | 65  | 65  | 34,6 | .451 | .333 | .718 | 11,5 | 3,3  | 1,6 | 1,4 | 26,9 |
| 2016–2017 | Sacramento Kings      | 55  | 55  | 34,4 | .451 | .356 | .770 | 10,6 | 4,8  | 1,4 | 1,3 | 27,8 |
| 2016–2017 | New Orleans Pelicans  | 17  | 17  | 33,8 | .452 | .375 | .777 | 12,5 | 3,9  | 1,5 | 1,1 | 24,4 |
| 2017–2018 | New Orleans Pelicans  | 48  | 48  | 36,2 | .470 | .354 | .746 | 12,9 | 5,4  | 1,6 | 1,6 | 25,2 |
| 2018–2019 | Golden State Warriors | 30  | 30  | 25,7 | .480 | .274 | .736 | 8,2  | 3,6  | 1,3 | 1,5 | 16,3 |
| 2020–2021 | Houston Rockets       | 25  | 11  | 20,2 | .376 | .336 | .746 | 7,6  | 2,4  | 0,8 | 0,7 | 9,6  |
| 2020–2021 | Los Angeles Clippers  | 16  | 0   | 12,9 | .537 | .421 | .682 | 4,5  | 1,0  | 0,8 | 0,4 | 7,8  |
| 2021–2022 | Milwaukee Bucks       | 17  | 5   | 16,9 | .466 | .271 | .816 | 5,8  | 1,1  | 0,9 | 0,5 | 9,1  |
| 2021–2022 | Denver Nuggets        | 31  | 2   | 13,9 | .456 | .324 | .736 | 5,5  | 1,7  | 0,6 | 0,4 | 8,9  |
| Karrier   | Karrier               | 654 | 561 | 29,8 | .460 | .331 | .737 | 10,2 | 3,0  | 1,3 | 1,1 | 19,6 |
| All Star  | All Star              | 4   | 0   | 10,4 | .800 | .500 | .667 | 3,7  | 0,3  | 0,3 | 0,0 | 9,3  |

#### Rájátszás
| Év      | Csapat                | JM | KM | JP/M | MG%  | 3P%  | BD%  | LP/M | GP/M | L/M | B/M | P/M  |
| ------- | --------------------- | -- | -- | ---- | ---- | ---- | ---- | ---- | ---- | --- | --- | ---- |
| 2019    | Golden State Warriors | 8  | 5  | 16,6 | .396 | .250 | .640 | 4,9  | 2,4  | 0,6 | 0,8 | 7,6  |
| 2021    | Los Angeles Clippers  | 7  | 0  | 8,3  | .452 | .400 | .786 | 2,0  | 0,7  | 0,3 | 0,4 | 7,6  |
| 2022    | Denver Nuggets        | 5  | 0  | 11,4 | .655 | .667 | .733 | 3,4  | 1,2  | 0,6 | 0,2 | 10,6 |
| Karrier | Karrier               | 20 | 5  | 12,4 | .476 | .392 | .704 | 3,5  | 1,5  | 0,5 | 0,5 | 8,4  |

### Egyetem
| Év        | Csapat            | JM | KM | JP/M | MG%  | 3P%  | BD%  | LP/M | GP/M | L/M | B/M | P/M  |
| --------- | ----------------- | -- | -- | ---- | ---- | ---- | ---- | ---- | ---- | --- | --- | ---- |
| 2009–2010 | Kentucky Wildcats | 38 | 38 | 23,5 | .558 | .167 | .604 | 9,8  | 1,0  | 1,0 | 1,8 | 15,1 |